# Klas Normelius
Klas Weine Normelius, född 10 oktober 1921 i Mjölby, Östergötlands län, död 1 maj 2006 i Östra Torn, var en svensk militär (överste av första graden) i svenska flygvapnet.
Normelius var flottiljchef för Roslagens flygkår (F 2) 1971–1974 och skolchef vid Flygvapnets Södertörnsskolor (F 18) 1974–1979. Han blev kommendör av Svärdsorden 1974.
Han var under åren 1976–1979 ordförande i Militärsällskapet i Stockholm och ordförande i Svenska Officersförbundet 1974–1980.